# ウェルチ–サタスウェイトの式
統計学と不確かさ解析において、ウェルチ–サタスウェイトの式（ウェルチ–サタスウェイトのしき、英: Welch–Satterthwaite equation）は、独立した標本の線形結合の有効自由度を近似計算するために使用される。
それぞれがνi の自由度を有する n 個の標本変数 si2 (i = 1, ... ,n ) に対し、その線形結合
{\displaystyle \chi '=\sum _{i=1}^{n}k_{i}s_{i}^{2}}
を考える。一般に、χ' の分布は解析的に表現することはできない。 しかしその分布は、別のカイ二乗分布で近似することができ、その有効自由度は次のウェルチ-サタスウェイトの式で与えられる。
{\displaystyle \nu _{\chi '}\approx {\frac {\displaystyle \left(\sum _{i=1}^{n}k_{i}s_{i}^{2}\right)^{2}}{\displaystyle \sum _{i=1}^{n}{\frac {(k_{i}s_{i}^{2})^{2}}{\nu _{i}}}}}}
もととなる母集団の分散σi2 が等しいとは仮定していない。 
この結果は近似統計的推論テストを実行するために使用される。 この方程式の最も簡単な適用例はウェルチのt検定である。 